# Gëzim Erebara
Gëzim Erebara (ur. 19 maja 1928 w Dibrze, zm. 12 lutego 2007 w Tiranie) – albański reżyser i scenarzysta filmowy.

## Życiorys
Był synem Sulo Erebary. W latach 1947–1950 studiował w praskiej szkole filmowej FAMU, której jednak nie ukończył. Po powrocie do Albanii pracował początkowo w jednym z teatrów amatorskich, a następnie związał się z Teatrem Wojskowym, w którym pracował jako reżyser. Występował także w amatorskiej grupie teatralnej, działającej w domu kultury Ali Kelmendi w Tiranie. W roku 1957 przeniósł się do Studia Filmowego Nowa Albania. W 1958 był asystentem reżysera u boku Kristaqa Dhamo w filmie Tana. W 1958 wraz z K. Dhamo reżyserował pierwszy film dokumentalny Ne u dashuruam me Shqiperine (Kochamy Albanię).
Ważnym momentem w jego karierze był pierwszy film fabularny – Ngadhënjim mbi vdekjen, zrealizowany w 1967, wraz z Piro Milkanim, uhonorowany nagrodą państwową. Pierwszym samodzielnym filmem, który zrealizował był obraz Guximtarët z 1970. W jego dorobku znalazło się 10 filmów fabularnych i 15 filmów dokumentalnych. W 1964 zrealizował film Gurët dekorativë - pierwszy albański film dokumentalny w kolorze.
Był także autorem tłumaczeń literatury czeskiej na język albański (Karel Čapek, Jaroslav Seifert, Jaroslav Hašek). Prowadził także wykłady z reżyserii filmowej dla studentów Instytutu Sztuk w Tiranie.
W 1987 otrzymał tytuł Zasłużonego Artysty (alb. Artist i Merituar). Jego imię nosi jedna z ulic w północno-wschodniej części Tirany (dzielnica Kinostudio).
Był żonaty, miał syna Rudiego, pisarza.

## Filmografia

### Filmy fabularne
- 1967: Ngadhënjim mbi vdekjen
- 1970: Guximtarët
- 1975: Në fillim të verës
- 1976: Pylli i lirisë
- 1978: Vajzat me kordele të kuqe
- 1979: Përtej mureve të gurta
- 1980: Nusja
- 1981: Një natë pa dritë
- 1984: Fushë e blertë fushë e kuqe
- 1986: Një jetë më shumë

### Filmy dokumentalne
- 1959: Ne u dashuruam me Shqipërinë (Zakochaliśmy się w Albanii)
- 1960: Ansambli i këngëve dhe valleve (Zespół pieśni i tańca)
- 1961: Migjeni
- 1962: Gjirokastra
- 1963: Kujdes nga lëndët që përdoren kundër dëmtonjësve në bujqësi
- 1964: Gurët dekorativë (Kamienie ozdobne)
- 1965: Vangjush Mio
- 1966: Ndre Mjeda
- 1966: Kënga të buçasë
- 1966: Maleve me dëborë (Góry w śniegu)
- 1969: Këngë e valle nga gurra popullore
- 1971: Qytetet ilire (Miasta iliryjskie)
- 1972: Kuvendet Ilire (Zgromadzenia iliryjskie)
- 1972: Me emrin tënd, Parti (Z twoim imieniem, Partio)
- 1973: Ata quheshin Arbër (Nazywali się Arberami)
- 1974: Brigada e 19-të sulmuese (XIX Brygada Uderzeniowa)
- 1977: Tri dekada të filmit shqiptar (Trzy dekady filmu albańskiego)